# Pasaporte CARICOM
El Pasaporte CARICOM es un documento de pasaporte emitido por los 15 estados miembros de la Comunidad del Caribe (CARICOM) para sus ciudadanos. Se puede utilizar tanto para viajes intrarregionales como internacionales. El pasaporte fue creado para facilitar los viajes dentro de la región; sin embargo, los ciudadanos de la OECO que son ciudadanos de Antigua y Barbuda, Dominica, Granada, San Cristóbal y Nieves, Santa Lucía y San Vicente y las Granadinas pueden usar una licencia de conducir emitida por el estado miembro, tarjeta de identificación nacional, tarjeta de registro de votantes o tarjeta de seguro social para viajar dentro del área de la OECS.

## El pasaporte común de CARICOM
A principios de 2009, doce Estados miembros habían introducido pasaportes de la CARICOM. Estos estados son: Antigua y Barbuda, Barbados, Belice, Dominica, Granada, Guyana, Jamaica, San Cristóbal y Nieves, Santa Lucía, San Vicente y las Granadinas, Surinam y Trinidad y Tobago. miembros de CARICOM que aún no han emitido el pasaporte común son Bahamas, Haití y Montserrat. Como Montserrat es un territorio británico de ultramar, los ciudadanos de Montserrat se convirtieron en ciudadanos de pleno derecho del Reino Unido en 2002, por lo que es poco probable que se les presente un pasaporte común. 
El pasaporte de CARICOM crea conciencia de que los nacionales de CARICOM son nacionales de la Comunidad, así como de un país específico.

### Diseños de pasaportes
Los pasaportes de todos los miembros tienen el mismo esquema de color: 
- Azul oscuro para civiles,
- Verde para funcionarios del gobierno
- Rojo para diplomáticos.

En el caso de Surinam, el pasaporte está adornado con los símbolos nacionales de la República de Surinam, así como con la insignia de CARICOM en su portada. El Presidente de la República de Surinam, Ronald Venetiaan, recibió el primero de estos nuevos pasaportes de CARICOM. 
El diseño de Antigua y Barbuda debe presentar el escudo de armas y el nombre del país, así como el logotipo de CARICOM. 
Los pasaportes para Surinam fueron creados por la Canadian Banknote Company Ltd (CBN) bajo un programa de cinco años con un precio de US $ 1.5 millones. Se cree que otros estados miembros de CARICOM ahora pronto seguirán con la introducción de su propia versión de marca del pasaporte nacional 'CARICOM'.

## Historia

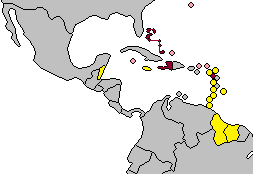
Miembros con el pasaporte común implementado
Miembros sin pasaporte común
Miembros asociados

El viernes 7 de enero de 2005, la República de Suriname se convirtió en el primer estado miembro de pleno derecho en lanzar oficialmente el nuevo bloque "Pasaporte CARICOM". Los nuevos pasaportes cuentan con mayor seguridad y también son legibles por máquina. Los Estados miembros de pleno derecho de la Comunidad del Caribe habían acordado establecer un pasaporte común para facilitar a sus ciudadanos los viajes intrarregionales e internacionales. También se cree que los pasaportes ahorran costos adicionales para los estados miembros al usar un diseño de cubierta similar, los diseños también seguirán estándares internacionales recientemente actualizados sobre el diseño de pasaportes. 
El segundo estado en liberar el pasaporte nacional de CARICOM fue San Vicente y las Granadinas: SVG comenzó a emitir los nuevos pasaportes de CARICOM alrededor de abril de 2005. El 25 de octubre de 2005, San Cristóbal y Nieves se convirtió en el tercer estado miembro de CARICOM en poner en funcionamiento el pasaporte de CARICOM, cumpliendo su promesa de lanzarlo antes de fin de año y comenzó a emitir el documento a sus ciudadanos el 14 de noviembre. 2005.
Antigua y Barbuda anunció que comenzaría a utilizar el nuevo formato de pasaporte CARICOM a mediados de 2005. 
Santa Lucía propuso la introducción del pasaporte común a principios de 2007 y en realidad lo presentó el 16 de enero de 2007.
Trinidad y Tobago anunció que comenzaría a emitir el nuevo pasaporte CARICOM en junio de 2006, y luego indicó que presentaría el pasaporte en julio de 2006 junto con Guyana,  pero solo presentó el pasaporte el 24 de enero de 2007.
Granada planeaba comenzar a emitir el pasaporte común a mediados de 2006, pero comenzó a emitirlos el 29 de enero de 2007.
Barbados había planeado cambiar al formato común a fines de 2006 pero luego propuso introducirlo antes del 31 de diciembre de 2007. Barbados lanzó el nuevo pasaporte de formato común el 1 de octubre de 2007.
Guyana también había anunciado que comenzaría a utilizar el nuevo formato de pasaporte CARICOM a mediados de 2005, pero la presentación se retrasó y la nueva fecha objetivo se fijó en julio de 2006. Sin embargo, Guyana finalmente lanzó oficialmente el pasaporte el 13 de julio de 2007.
Se esperaba que Jamaica instituyera el pasaporte a fines de 2007; sin embargo, este plazo expiró, y se esperaba que Jamaica presentara el pasaporte antes de enero de 2009, finalmente lanzando el pasaporte el 2 de enero de 2009.
Se esperaba que Belice presentara el pasaporte antes del 31 de diciembre de 2007 después de que se agotara su inventario actual, pero finalmente Belice presentó el pasaporte el 17 de marzo de 2009. Al hacerlo, Belice se convirtió en el duodécimo y último país del CSM en presentar el pasaporte y su introducción fue la razón por la cual los beliceños habían tenido problemas para renovar u obtener nuevos pasaportes ya que el Ministerio de Inmigración y Seguridad Nacional de Belice esperaba la llegada de un envío de Los nuevos documentos de viaje.

### Introducción futura
La expectativa era que todos los estados miembros habrían introducido el pasaporte CARICOM para 2008 cuando se agoten las existencias de sus pasaportes antiguos. Este plazo se perdió por un año, y en 2009 todos los estados participantes de CSME habían introducido el diseño de pasaporte común. 
Las Bahamas no ha lanzado el pasaporte legible por máquina, y en su lugar lanzó el pasaporte electrónico el 5 de diciembre de 2007.
No se espera que Montserrat cambie el diseño de su pasaporte porque la isla es un territorio británico de ultramar.

## Ranking de pasaportes
Las clasificaciones de pasaportes según el número de países y territorios que sus titulares podrían visitar sin una visa o al obtener la visa a su llegada en 2024 fueron las siguientes:
| País                         | Número de destinos |
| ---------------------------- | ------------------ |
| Barbados                     | 165                |
| Bahamas                      | 161                |
| San Cristóbal y Nieves       | 158                |
| Antigua y Barbuda            | 153                |
| Trinidad y Tobago            | 152                |
| San Vicente y las Granadinas | 156                |
| Santa Lucía                  | 148                |
| Granada                      | 148                |
| Dominica                     | 145                |
| Belice                       | 103                |
| Guyana                       | 92                 |
| Jamaica                      | 85                 |
| Surinam                      | 76                 |
| Haití                        | 52                 |

## Galería de pasaportes de diseño común de CARICOM

Barbados
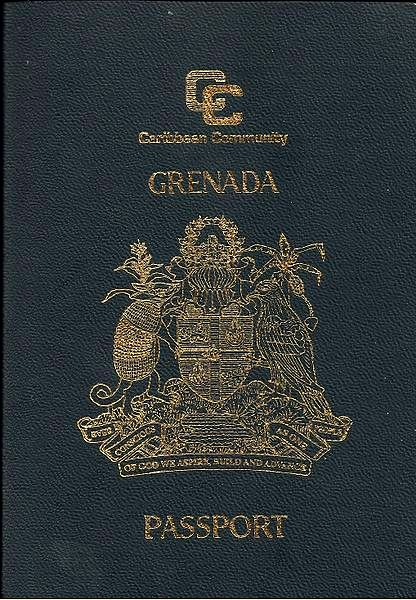
Granada
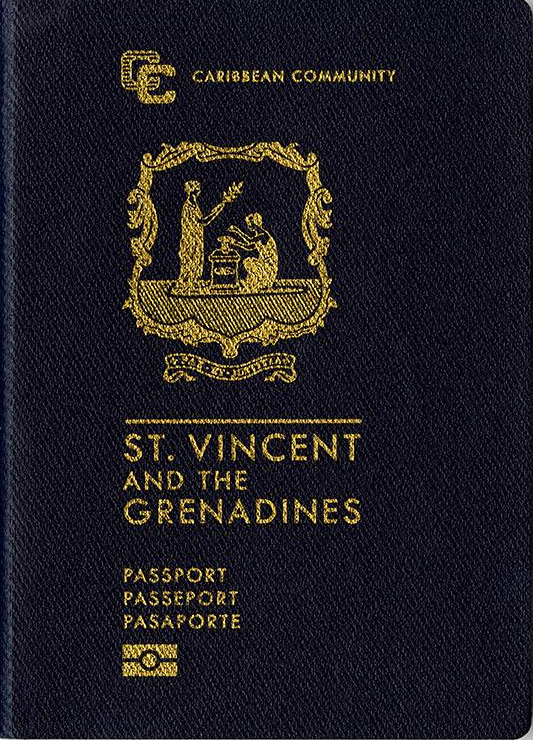
San Vicente y las Granadinas
Santa Lucía